# Escuela de Administración de Yale
La Escuela de Administración de Yale (Yale School of Management, conocida como Yale SOM ) es la Escuela de negocios de la Universidad Yale en New Haven (Connecticut). La escuela ofrece títulos como Maestría en Administración de Empresas (MBA), el MBA para cuadros de empresas (EMBA), el Máster de Dirección avanzada y Gestión de empresas (MAM), el Máster de riesgos sistémicos, el Máster de negocios y sociedades globales, el Máster de Dirección y gestión de empresas,  y los títulos de Ph.D., así como otros títulos conjuntos de programas de estudios superiores de la Universidad Yale.

## Historia
En agosto de 2019, 666 estudiantes estaban inscritos en su programa MBA, 134 en el programa EMBA, 70 en el programa MAM, 32 en el programa Máster negocios y sociedades globales, 11 en el programa de risgos sistémicos y 59 en el programa de doctorado; aparte de otros 122 estudiantes que seguían títulos dobles. La escuela cuenta con 90 profesores a tiempo completo y el decano es Kerwin Kofi Charles . 